# Дистих
Ди́стих, або дивірш, або двовірш, — найпростіша восьми-, одинадцяти-, дванадцяти-, тринадцятискладова строфа, написана будь-яким розміром, що складається з двох рядків, об’єднаних римою чи неримованих, і містить лаконічну, афористичну думку. Часто вживається як окремий твір:
Що доля нелегка — в цім користь і своя є. 
Блаженний сон душі мистецтву не сприяє.
(Ліна Костенко)
Форма дистиха відома не лише в античному віршуванні (елегійний дистих, александрини), а й у східному, де практикуються бейт, шлока (два верси однакової ритмічної будови).